# Mazapán de Soto
El Mazapán de Soto es una variedad de mazapán de origen árabe, que cuenta con la denominación La Rioja Calidad desde 1989. Se elabora fundamentalmente en la localidad de Soto en Cameros (La Rioja) España.
Esta variedad de mazapán es ligeramente diferente a la estándar, puesto que aparte de almendra molida y azúcar, incluye entre sus ingredientes esencia de limón y una porción de almendra amarga. Tiene una base de oblea y se hornea tras recibir un baño de jarabe. El mazapán de Soto pertenece exclusivamente a la categoría comercial "calidad suprema".

## Origen
Su producción a nivel industrial se inició en 1870, gracias a Sor Purificación Redondo Tejada, superiora de las Siervas de Jesús, quien cedió la receta a su hermano Juan de Dios, que comenzó su fabricación en Soto en Cameros. Dado el éxito del producto, pronto surgirían más empresas que se dedicarían a su elaboración, trasladándose varias de ellas a Logroño (La Rioja) en busca de mejoras para sus negocios.